# Британська Бірма
Британська Бірма (англ. British Burma) — назва британського колоніального володіння в Південній Азії з середини XIX століття по 1948 рік. До 1937 року колонія входила до складу Британської Індії. Терміном Британська Індія зазвичай називають всю територію колоніального володіння, хоча він стосувався тільки тих частин субконтиненту, які перебували під безпосереднім британським управлінням (адміністрація спочатку в форті Вільям, а потім — в Калькутті і Делі); крім цих територій існували т. зв. «тубільні князівства», які формально знаходилися лише у васальній залежності від Корони.
У 1948 році Британській Бірмі була надана незалежність.